# L'Appât (bande dessinée)
Pour les articles homonymes, voir L'Appât.
L'Appât est le vingt-et-unième tome de la série de bande dessinée XIII. Il s'agit du deuxième album avec le scénariste Yves Sente et le dessinateur Youri Jigounov aux commandes, le premier étant Le Jour du Mayflower, sorti en 2011.
Cet album fait directement suite aux événements du Jour du Mayflower, aux cours desquels une mystérieuse organisation, la Fondation, s'était lancée à la poursuite de XIII et avait fait de lui un criminel aux yeux des autorités américaines.

## Résumé
À Bar Harbor, dans le Maine les marins tués dans l'épisode précédent sont enterrés. Herb refuse d'écouter Connie, la sœur de Steve, affirmant que dans le bateau amenant les meurtriers il y avait un couple et non pas un homme seul comme le pensent la police et le FBI. Le petit frère de Big Joe, Little Joe, grand nom de la pègre de la côte nord-est américaine, revient dans son village natal pour avoir la tête du tueur de son frère et veut donc être le premier sur l'affaire, avant le FBI. 
En Afghanistan, Jones reçoit du commandant Hax la mission de piloter l'hélicoptère à bord duquel le sénateur Allerton, président de la commission sénatoriale sur les armements, doit visiter la région frontalière au Banichistan. C'est en fait un piège, les deux hélicoptères composant l'escorte étant des appareils de l'USafe : ils forcent Jones à atterrir au Banichistan où l'équipage, le sénateur et les journalistes l'accompagnant sont pris en otage par Daoud, chef local employé par la Fondation, dont fait aussi partie le commandant Hax. Une rançon est demandée, et un des membres de l'équipage, le lieutenant Olson, est décapité. Jones tente plus tard une évasion durant laquelle le caporal Mayers est tué, mais elle est rattrapée dans la journée par Daoud.
Avec l'appui du général Robert "Bob" Wolf, coordinateur des services de renseignements américains, Carrington organise une tentative de sauvetage des otages. Il contacte XIII, qui est chez les de Préseau, dans leur château du Limousin, et lui demande de se rendre au Pakistan. Arrivé à l'Aéroport international Jinnah de Karachi, XIII prend la route le menant jusqu'à Carrington, via Quetta, grâce à différents contacts. Il voyage sous une fausse identité de docteur britannique de l'association Free Medicine for Afghan Children, créée de toutes pièces par l'administration américaine pour répondre à ce genre de situation de crise, restant officiellement sourde aux demandes de rançon. Quand Carrington et XIII arrivent dans le repaire de Daoud, ils y rencontrent Julianne ; l'enlèvement de Jones avait pour but d'attirer XIII dans un piège pour le capturer. Malgré cela, XIII et Carrington arrivent à libérer les otages, mais c'est sans compter la traîtrise du sénateur Allerton et des journalistes l'accompagnant, qui sont à la solde de la Fondation. Jones, Carrington et XIII sont désormais prisonniers de la Fondation.
Parallèlement, Betty prend un avion pour Boston puis rejoint par la route Bar Harbor où elle doit rechercher le journal de Zacharias Hattaway que XIII a caché dans la troisième marche de l'escalier de sa maison. Elle y rencontre deux hommes de Little Joe qui veulent savoir où est XIII, mais les tue tous les deux, sauvée d'une balle de pistolet par le journal. Elle continue la route vers Plymouth, où elle retrouve, grâce aux indications d'Alfie, Dorothy, le chat de Jim Drake. Il l'avait en effet confié au "Captain Iglo", ami de Jim Drake et gardien de la réplique du Mayflower. Elle récupère dans le collier du chat la carte mémoire contenant une copie de tous les travaux de Drake, puis prend le train pour San Francisco.

## Analyse
Le Banichistan est une région autonome fictive située entre l'Afghanistan et le Pakistan, à l'est de la province de Kandahar ne faisant officiellement partie d'aucun de ces deux pays. En effet, son relief la rendant si incontrôlable qu'ils préfèrent l'abandonner aux multiples bandes de trafiquants et terroristes et même les troupes américaines n'osent pas s'y aventurer.

## Personnages

### Personnages créés parJean Van HammeetWilliam Vance
Les personnages créés par les fondateurs de la série tiennent dans cet album un rôle plus important que dans le précédent. On y retrouve :
- XIII, le héros de la série, qui s'est réfugié en France après que le FBI ait lancé un avis de recherche contre lui aux États-Unis. Mais il est bientôt contraint de quitter son refuge pour voler à la rescousse de Jones.
- Jones, colonel de l'armée des États-Unis en mission en Afghanistan, sur la base de Kandahar. Alors qu'elle n'apparaissait qu'une seule fois dans l'album précédent, Jones fait partie, dans ce tome, des personnages principaux. Victime d'un guet-apens organisé par la Fondation, elle est prise en otage par les Talibans et par USafe. XIII va tenter de la sauver de ce mauvais pas sans se douter que le véritable but de la Fondation est de le capturer, lui.
- Benjamin Carrington, général, de l'armée de terre, à la retraite, il décide de reprendre du service de manière officieuse lorsqu'il découvre l'enlèvement de Jones par les Talibans. Il recontacte XIII afin d'organiser une opération de sauvetage en Afghanistan.
- Betty Barnowsky, rousse pulpeuse, femme d'Armand de Préseau, elle décide d'aider XIII en se rendant aux États-Unis afin d'y récupérer le cahier de Zeke Hattaway ainsi que la carte SD contenant des informations sur la Fondation recueillies par Jim Drake. Betty a dans cet épisode un rôle important et elle fait plusieurs fois la démonstration de ses capacités de combat, souvenirs de ses années de service dans les SPADS.
- Armand de Préseau, marquis français et époux de Betty, il apparaît au début de l'album avant que XIII et Betty quittent son château pour poursuivre leur quête.
- Ellery Sheperd, numéro XIX de la Conspiration, unique survivant du complot et ancien ministre de la Défense. Il planifie le piège pour capturer Jones avec l'aide de ses anciens contacts dans l'armée. Il n'apparaît qu'une seule fois dans cet album.
- Jack Levinson, chirurgien. Il apparaît brièvement dans l'album Treize contre Un, alors que XIII est hospitalisé dans son hôpital de Washburn. Levinson est le chirurgien qui a réalisé la greffe sur Wally Sheridan pour dissimuler son tatouage de numéro I. On apprend que Levinson a réalisé cet acte pour le compte de la Fondation, dont il est membre, et on découvre également qu'il est le père de Suzanne Levinson, la psychiatre de XIII qui apparaissait dans l'album précédent. Chose étrange, Wally Sheridan annonçait à la fin de l'album Treize contre Un que le Dr Levinson avait "accidentellement" trouvé la mort, alors qu'on le retrouve bien vivant dans cet épisode. Ce mystère sera très probablement éclairci dans les prochains albums.

### Personnages duJour du Mayflower
Plusieurs personnages créés par Yves Sente dans Le Jour du Mayflower reviennent dans cet épisode.
- Julianne, mercenaire d'USafe travaillant pour la Fondation, elle est chargée par celle-ci d'organiser le piège visant Jones et XIII en Afghanistan. Elle a été défigurée par XIII dans le premier épisode.
- La Présidente de la Fondation, dont le visage apparaît toujours caché. On sait qu'elle vit dans une luxueuse demeure de style ancien, probablement dans la Massachusetts, car lorsque la vice-présidente vient lui rendre visite, elle revient assez rapidement au siège de la Fondation, à Boston, peu après. Il s'agit peut-être d'un personnage apparaissant dans les précédents épisodes, puisque les auteurs ont tenu à cacher au lecteur son visage et son identité, jusqu'à maintenant.
- Mildred, vice-présidente de la Fondation. On connaît son prénom grâce au Dr Levinson. Dans cet épisode, Mildred dirige depuis Boston les opérations d'USafe en Afghanistan.
- Herb, shérif de Bar Harbor (Maine), il enquête sur la mort des pêcheurs Big Joe et Steve et soupçonne XIII d'être le tueur. En fait, c'est Julianne qui a éliminé les pêcheurs en voulant capturer XIII dans le précédent album.
- Brad Mallock, membre de la Fondation, commanditaire des mercenaires d'USafe.
- Alfie Thomson, adolescent rouquin vivant à Plymouth, XIII lui a confié Dorothy, la chatte de Jim Drake, après l'incendie de la maison de celui-ci. Alfie aide Betty à retrouver Dorothy, qui détient dans son collier une carte SD contenant des informations sur la Fondation.
- Jodie, mercenaire d'USafe chargée de pister Suzanne Levinson, elle apparaît au moment où elle rend son rapport à Mallock.
- Connie, sœur de Steve (le pêcheur tué par Julianne et Karl Dorff). Avant que Steve ne se fasse tuer, elle a eu une conversation téléphonique avec lui qui laissait entendre qu'une couple était à bord du bateau où l'on a retrouvé le corps des pêcheurs.

### Nouveaux personnages
Certains personnages font leur apparition pour la première fois dans la série.
- Little Joe, mafieux réfugié au Canada, il revient à Bar Harbor - la ville de son enfance - après le meurtre de son frère aîné, le pêcheur Big Joe. Il est décidé à venger la mort de son frère. Persuadé que XIII est l'assassin, il promet de faire tout ce qui est en son pouvoir pour le tuer.
- Alan, homme de main de Little Joe, il accompagne son chef à Bar Harbor. Il est tué par Betty Barnowsky alors qu'il tentait d'intercepter la jeune femme qui s'introduisait dans la maison d'Abe et Sally Smith pour récupérer le cahier de Zeke Hattaway.
- Commandant Hax, chef du camp que Jones a intégré au sud-est de l'Afghanistan, il prépare avec Sheperd l'opération visant à prendre Jones en otage. Il rend directement compte à Brad Mallock, et donc œuvre pour la Fondation.
- John Allerton, sénateur américain, il se rend en Afghanistan où Jones doit lui faire visiter la région en hélicoptère. Allerton est pris en otage par les Talibans et les mercenaires d'USafe en même temps que Jones. Il est par la suite libéré par XIII et Carrington, mais contre toute attente, il s'empare d'une arme et tire sur XIII, le blessant à la jambe. Finalement, Jones, XIII et Carrington tombent entre les mains de leurs ennemis. Allerton travaille pour l'organisation !
- Daoud, chef borgne des Talibans au Banichistan, il est employé par la Fondation pour organiser la capture de Jones. Il est décrit par Brad Mallock comme un vrai pro. Daoud a un caractère féroce et il s'emporte facilement. Il est plusieurs fois tenté de tuer XIII, mais Julianne l'en dissuade.
- Caporal Mayer, copilote de l'hélicoptère de Jones, il est capturé en même temps qu'elle par les Talibans. Il est tué par Daoud lors de sa tentative de fuite avec Jones.
- Lieutenant Olson, soldat américain embarqué à bord de l'hélicoptère du sénateur Allerton en Afghanistan, il est fait prisonnier par les Talibans en même temps que Jones, Mayer et le sénateur. Il meurt décapité par les Talibans, sous les yeux horrifiés de Jones.